# Siglo Africano

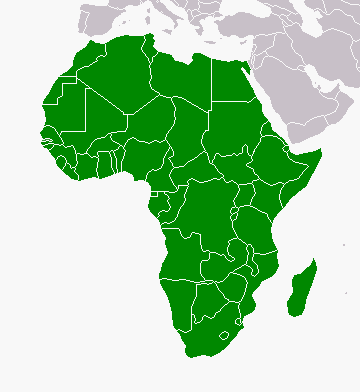
Representación continente africano

El Siglo Africano es un término que es utilizado por gobernantes, políticos y distintas personalidades para expresar la creencia o esperanza de que en el siglo XXI se logrará la paz, la prosperidad y el renacimiento cultural en África, o para expresar la necesidad que así sea. Con estos sentidos, ha sido utilizado por los políticos sudafricanos Thabo Mbeki y Nkosazana Dlamini-Zuma, el cabo ejecutivo de la corporación Chevron, David J. O'Reilly, el Secretario del Tesoro de los Estados Unidos Paul O'Neill y el cantante Bono.
La estabilidad y prosperidad de la República Sudafricana desde la caída del apartheid a menudo es utilizada como ejemplo del hecho que esta evolución es posible. La creación de la Unión Africana en el 2002 es vista como uno de los primeros pasos en esta evolución. Además, la última década del siglo XX hizo despertar cierta esperanza. La última colonia africana, Namibia aconteció independiente a comienzos de su última década de su sumisión en Sudáfrica y hubo un refuerzo de la democracia en muchas zonas del continente africano. De todos modos, la esperanza de que el siglo XXI sería para África cambió rápidamente debido al conflicto del Darfur, la manipulación de varias elecciones por parte de los líderes africanos, y los problemas del sida, la malaria y la educación. Pero muchos líderes africanos reconocen que para lograr la emancipación económica y social que haga realidad el Siglo Africano es necesario invertir en paz, salud y educación
En 2009 se creó un holding financiero homónimo, el objetivo del cual es que llegue la financiación al continente africano, al mismo tiempo que la gente de este continente tenga pleno acceso a la energía. Su nombre es African Century Capital Group.
El diario The Globe and Mail publicó ese mismo año un artículo firmado por Doug Saunders en el que justificaba que el siglo actual es el siglo africano según consideraciones macroeconómicas: mientras la economía decrece en Occidente y se estanca en China, el continente africano detectó un crecimiento del 5 %, y seis de las diez economías que han crecido más rápidamente en el 2012, están al continente africano; por primera vez, desde 1981 hay menos de la mitad de la población africana que vive en la absoluta pobreza; el consumo per cápita en África también aumenta entre un 3.4 y un 3.7 anual, así como el consumo eléctrico y de las telecomunicaciones, debido a las materias primeras, pero también al crecimiento de la agricultura, comercio y urbanización. Todo y la visión optimista del continente africano, el mismo documento no excluye los problemas que sufre.